# میلیکا میاتوویچ

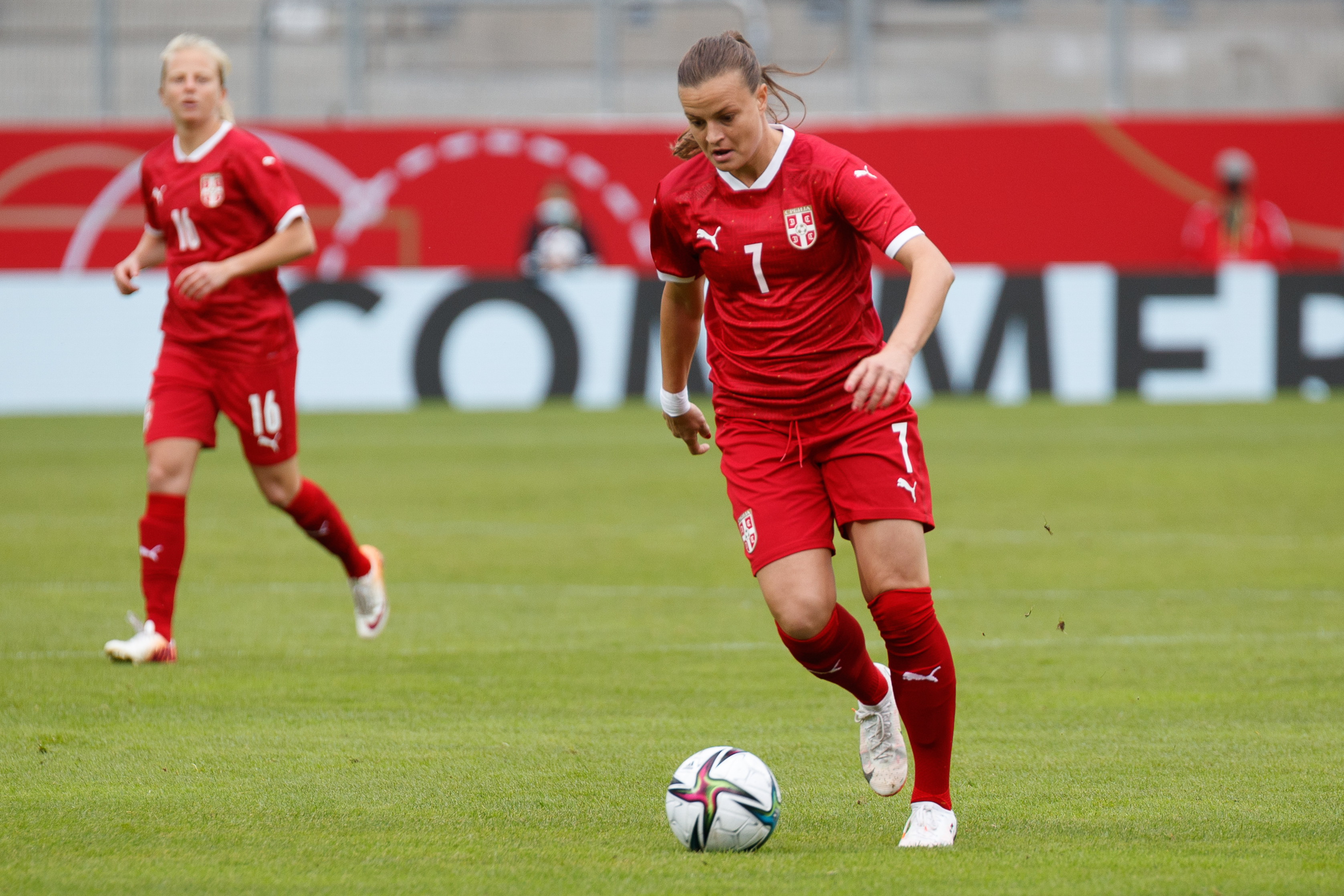
یک حرکت تکنیکی زیبا که نشان از توانایی قدرت بالای بدنی و مهارتی میلیکا میاتوویچ دارد.

میلیکا میاتوویچ (انگلیسی: Milica Mijatović؛ زادهٔ ۲۶ ژوئن ۱۹۹۱) بازیکن فوتبال اهل صربستان است.
وی همچنین در تیم ملی فوتبال Serbia بازی کرده‌است.